# Umweltpakt Bayern
Der Umweltpakt Bayern ist eine erstmals am 23. Oktober 1995 und jeweils für fünf Jahre geschlossene Vereinbarung zur Zusammenarbeit zwischen dem Bayerischen Staatsministerium für Umwelt und der bayerischen Wirtschaft, vertreten durch die bayerische Landesebene der Organisationen Bayerischer Handwerkstag e.V., Bayerischer Industrie- und Handelskammertag und Vereinigung der Bayerischen Wirtschaft e.V. sowie einzelnen Unternehmen vom Handwerksbetrieb bis zur global agierenden Aktiengesellschaft. 
Die Arbeit des Umweltpaktes besteht in der Selbstverpflichtung der Partner zur Einsparung von Ressourcen und Anwendung umweltschonender Technologien mit dem Ziel ein „umweltverträgliches Wirtschaftswachstum“ zu erreichen. Dazu bestehen themenspezifische Arbeitsgruppen, die auch mit Hilfe externer Experten Ziele formulieren und Empfehlungen zur Umsetzung abgeben.
Der Sinn des Projekts ist umstritten, was sich auch an der stark abnehmenden Zahl der beteiligten Unternehmen zeigt. Während sich im November 2007 noch 4731 Partner am Umweltpakt involviert waren, waren es im August 2016 nur noch 1303 Teilnehmer.
Im Laufe des Projekts wurden ein Infozentrum UmweltWirtschaft (IZU) errichtet, das Unternehmen Informationen zum betrieblichen Umweltschutz zur Verfügung stellt, ein Förderprogramm für Unternehmen, die ein Umweltmanagementsystem einführen oder Umweltberatungen in Anspruch nehmen wollen, und branchenspezifische Leitfäden mit best practice-Informationen aufgelegt.